# Данилов, Алексей Дмитриевич
Алексей Дмитриевич Данилов (4 (17) марта 1907 года — 13 января 1944) — участник Великой Отечественной войны, стрелок 221-го гвардейского стрелкового полка 77-й гвардейской стрелковой дивизии 61-й армии Центрального фронта, гвардии старшина, Герой Советского Союза (1944).

## Биография
Родился в селе Ужга Усть-Сысольского уезда Вологодской губернии (ныне — село Вотская Койгородского района Республики Коми) в семье крестьянина. В 1929 году окончил школу второй ступени в селе Объячево и переехал в Мордовию, где поступил в сельскохозяйственный техникум. До начала войны работал агрономом МТС, проживал в деревне Каменка Чамзинского района. Был женат на Анастасии Константиновне Даниловой.
В Красной Армии с 18 мая 1942 года. Воевал на Донском, Брянском, Центральном, Белорусском фронтах. Во время форсирования Днепра 28 сентября 1943 года парторг роты Данилов, рискуя своей жизнью, спас от гибели двух тонущих раненых бойцов с их личным оружием. При отражении контратак с 29 сентября по 3 октября в районе деревни Валье уничтожил около 50 фашистов. За исключительную доблесть, проявленную в этих боях, был представлен к званию Героя Советского Союза. 13 января 1944 года погиб в бою за освобождение белорусского города Калинковичи. Похоронен на северо-восточной окраине Калинковичей.
Два дня спустя, Указом Президиума Верховного Совета СССР «О присвоении звания Героя Советского Союза генералам, офицерскому, сержантскому и рядовому составу Красной Армии» от 15 января 1944 года за «образцовое выполнение боевых заданий командования по форсированию реки Днепр и проявленные при этом мужество и героизм» Алексею Дмитриевичу Данилову присвоено звание Героя Советского Союза. Награждён Орденом Ленина.
Память
В селе Вотская создан музей Алексея Данилова, его именем в 1980 году была названа основная общеобразовательная школа. В городе Калинковичи и селе Койгородок установлены мемориальные бюсты.